# Cynthia (insecto)
El grupo Cynthia de mariposas coloridas, comúnmente denominadas painted ladies (trad. damas pintadas), es un subgénero del género Vanessa en la familia Nymphalidae. Son muy conocidas en todo el mundo.
El grupo incluye:
- Vanesa  de los cardos (Vanessa cardui), que posee una distribución casi global
- Dama pintada australiana (Vanessa kershawi)
- Dama pintada americana (Vanessa virginiensis)
- Dama pintada de la costa oeste (Vanessa annabella).

## Características distintivas

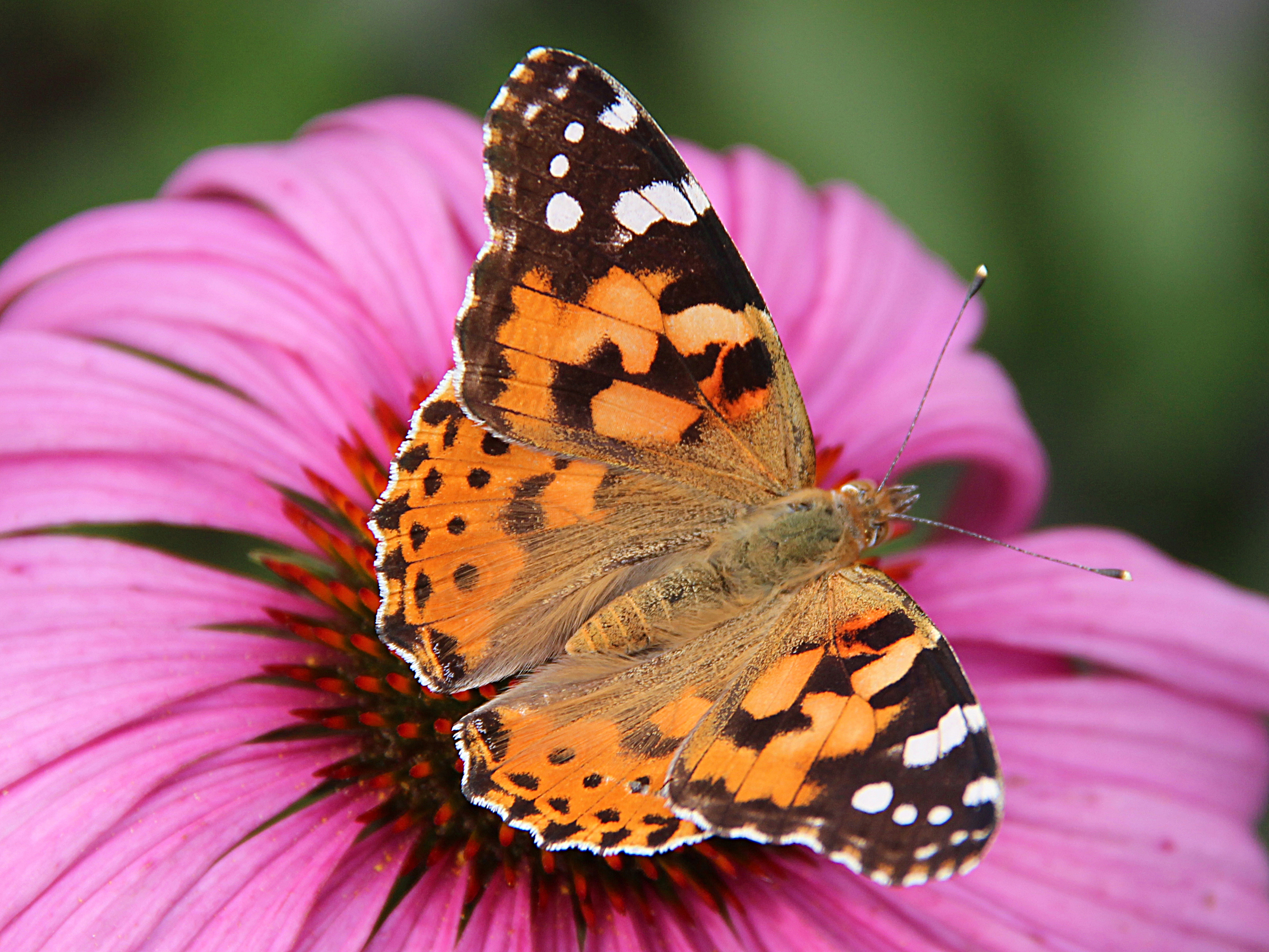
Vanesa de los cardos (Vanessa cardui)

La Vanesa  de los cardos (V. cardui) es una mariposa de gran tamaño (envergadura de alas 5 a 9 cm identificable por los extremos negro y blanco de sus alas mayormente naranjas con pintas negras. Posee cinco puntos blancos en los extremos de sus alas anteriores negras y aunque las zonas anaranjadas puede sean algo más claras en diversos puntos, en las mismas no posee puntos blancos nítidos. Las alas posteriores poseen cuatro puntos que simulan ojos pequeños en los lados dorsal y ventral. Aquellos del lado dorsal son negros, pero en la transformación veraniega a veces se observan pequeñas "pupilas" azules en algunos de ellos.
La dama pintada americana (V. virginiensis) es fácilmente distinguible por sus dos grandes manchas en forma de ojos en sus alas posteriores en el lado ventral. virginiensis también posee un punto blanco dentro de la zona subapical de las alas anteriores de color rosado en el lado ventral, y a menudo también posee un punto blanco nítido más pequeño en la zona anaranjada del lado dorsal. Un indicador menos confiable es la hilera de ojos en la dorsal submarginal de las alas posteriores; virginiensis a menudo tienen dos manchas exteriores más grandes con pupilas azules. Las puntas negras de las alas anteriores poseen de cuatro a cinco manchas blancas; por lo general el más grande es blanco con un tono anaranjado.
La dama de la costa oeste (V. annabella) no posee ojos ventrales obvios. Sobre el lado dorsal, anabella no posee un punto blanco en el sector naranja subapical que si se observa en virginiensis, y su color naranja es más puro. V. annabella posee una banda subapical y el bode de ataque de las alas anteriores naranjas. La hilera submarginal de manchas  en las alas posteriores en annabella posee tres a cuatro manchas que asemejan "pupilas" azules. Las dos "pupilas" más grandes en annabella son las manchas internas, en vez de las manchas externas como es el caso en  virginiensis.
La dama pintada australiana (V. kershawi) es muy parecida a  V. cardui. Sus cuatro manchas con forma de ojos ventrales se encuentran definidas con menor nitidez, y siempre presenta por lo menos tres (a menudo cuatro) marcas símil pupilas azules en su ala anterior dorsal. Las orugas se desarrollan principalmente sobre ejemplares de Ammobium alatum.

## Comparación

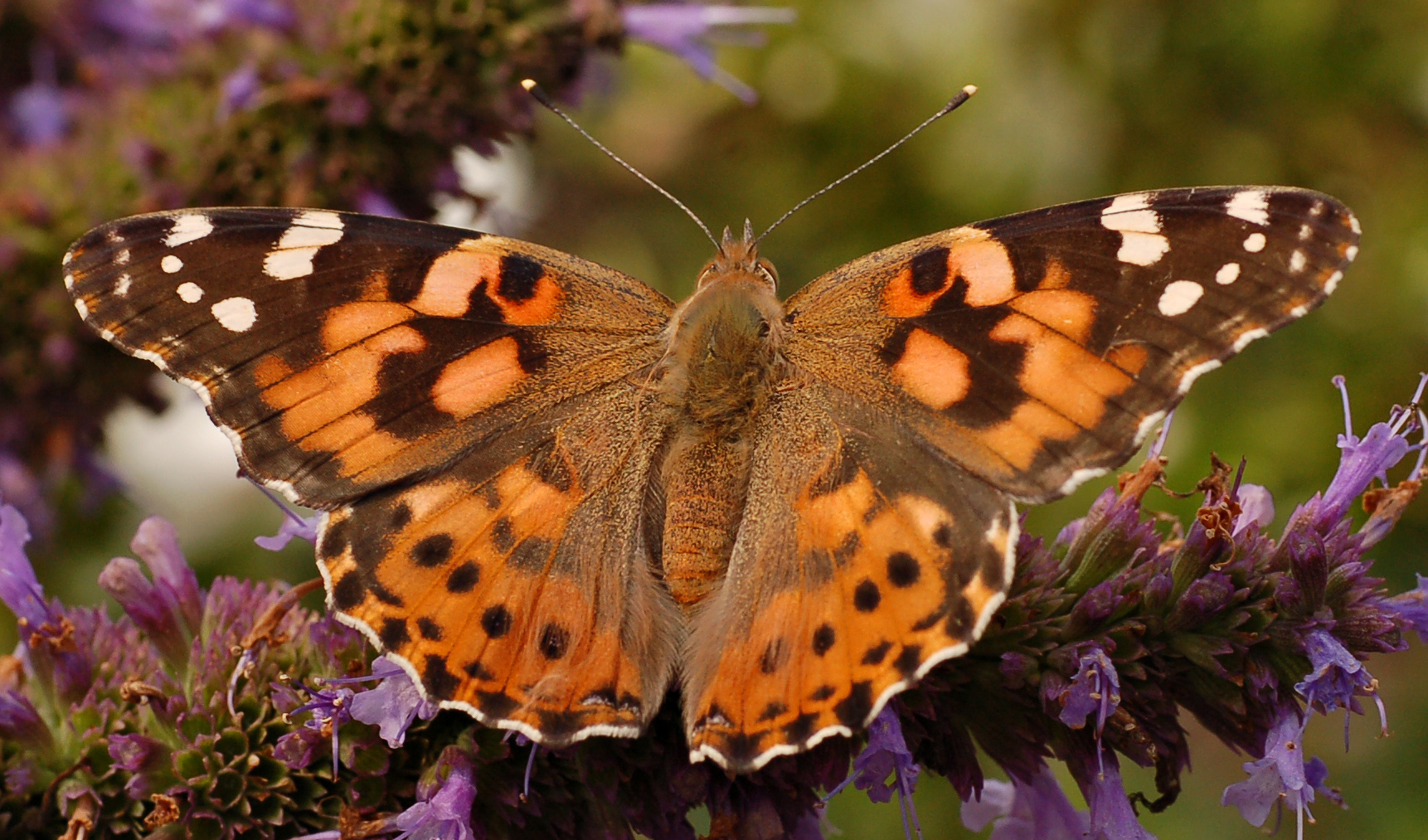
Vanessa cardui
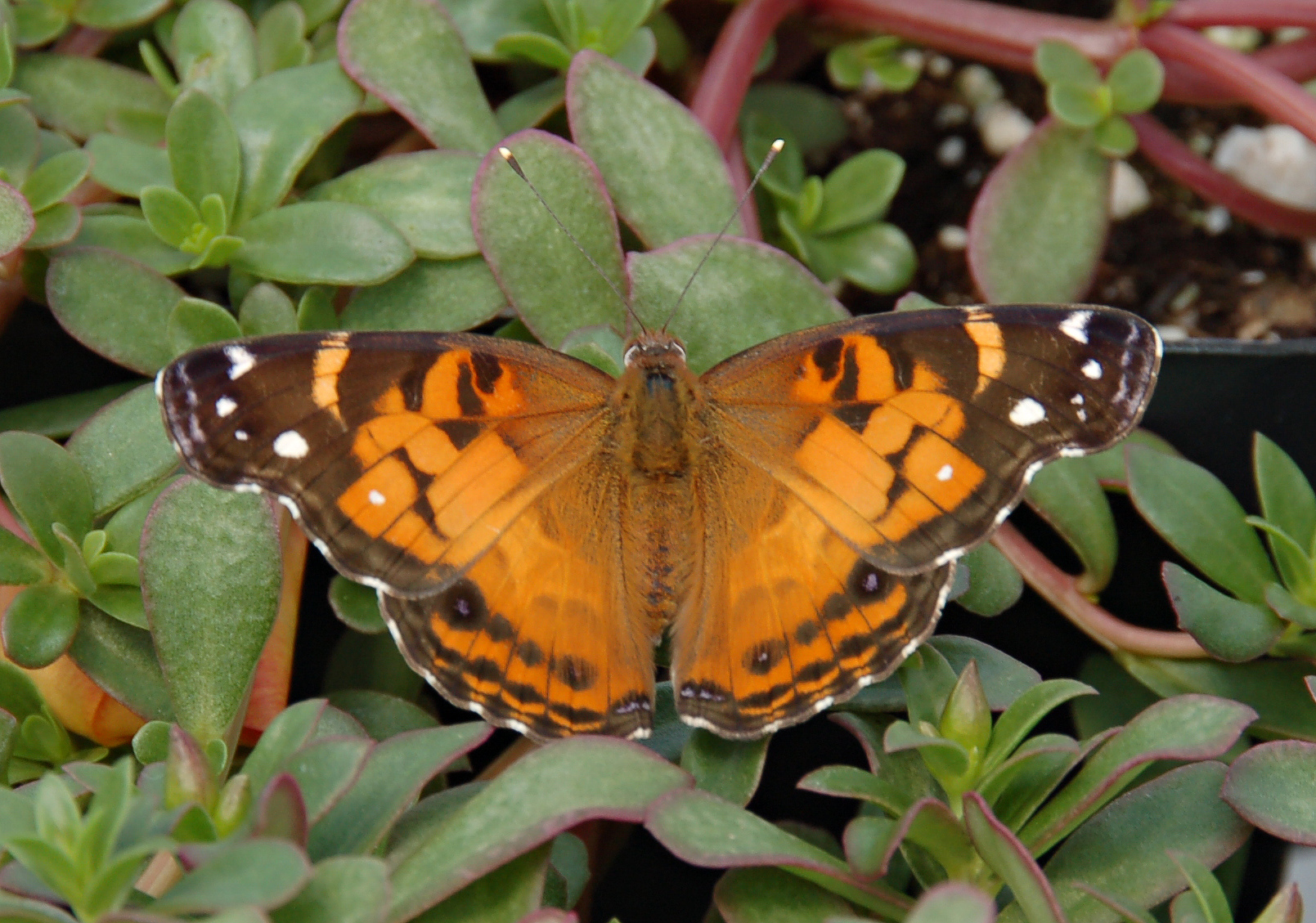
Vanessa virginiensis
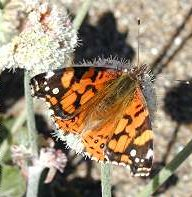
Vanessa annabella
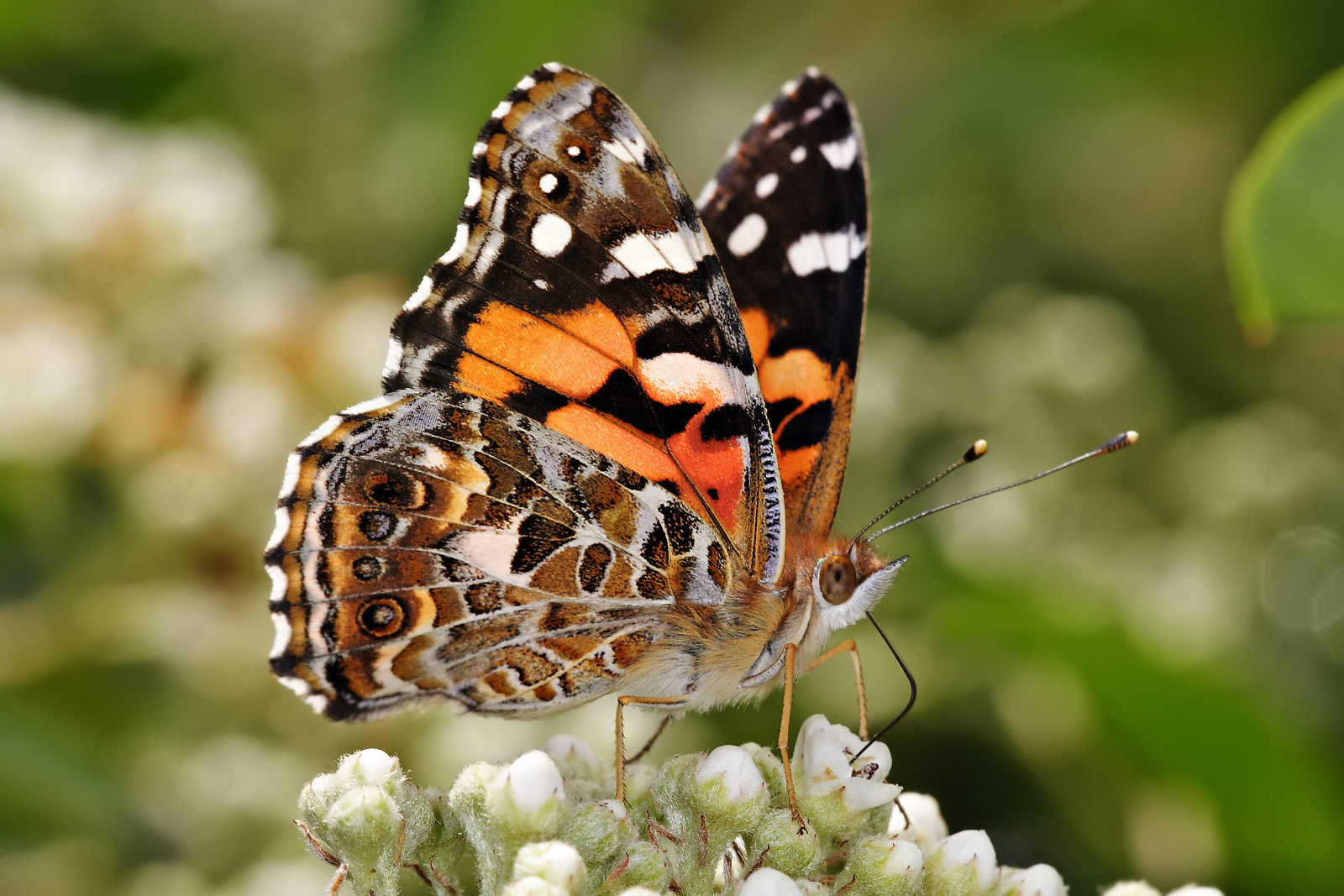
Vanessa kershawi